# Teuschnitz

Historische Stadtansicht, entstanden vor 1844

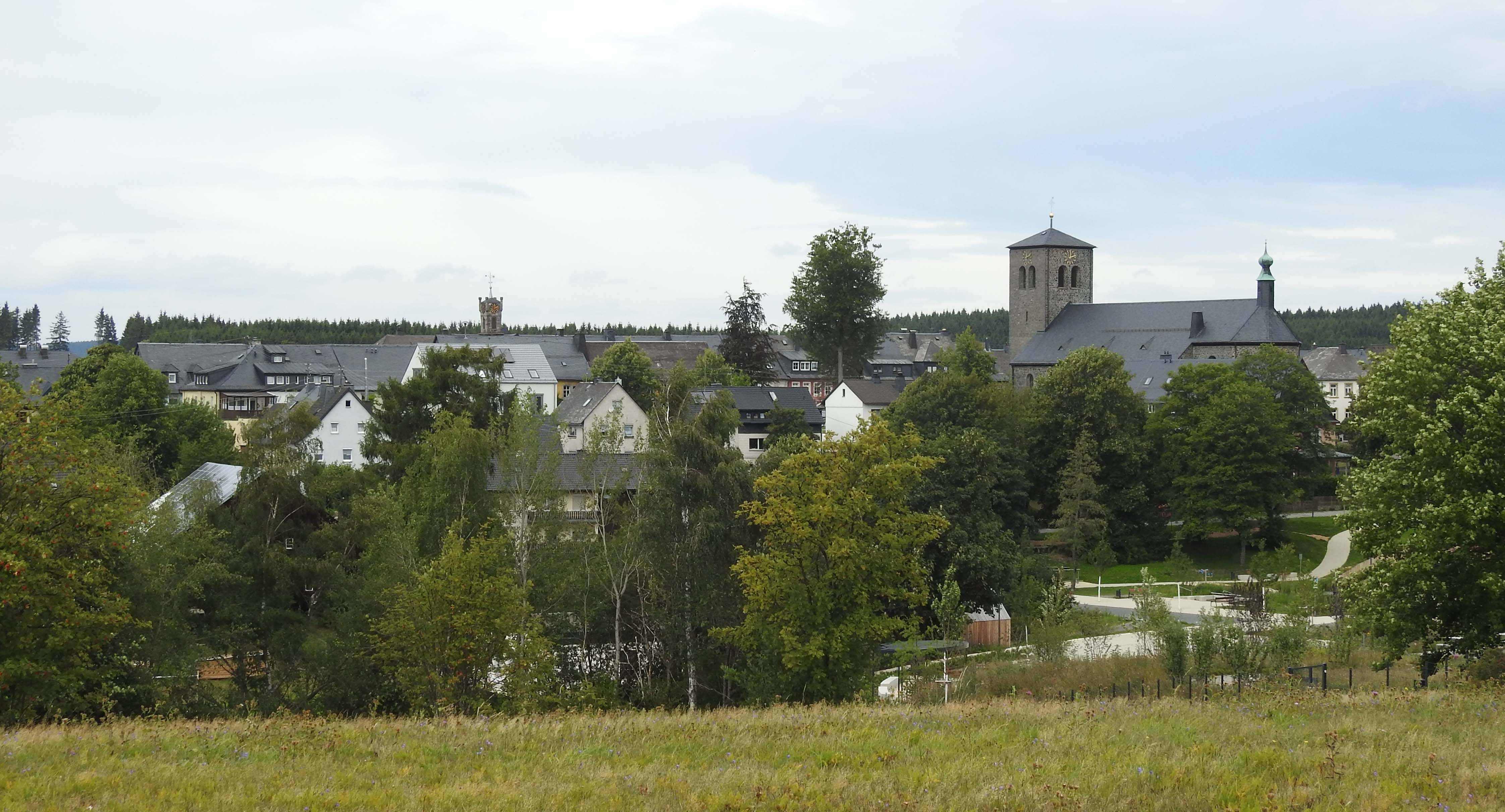
Teuschnitz von Osten

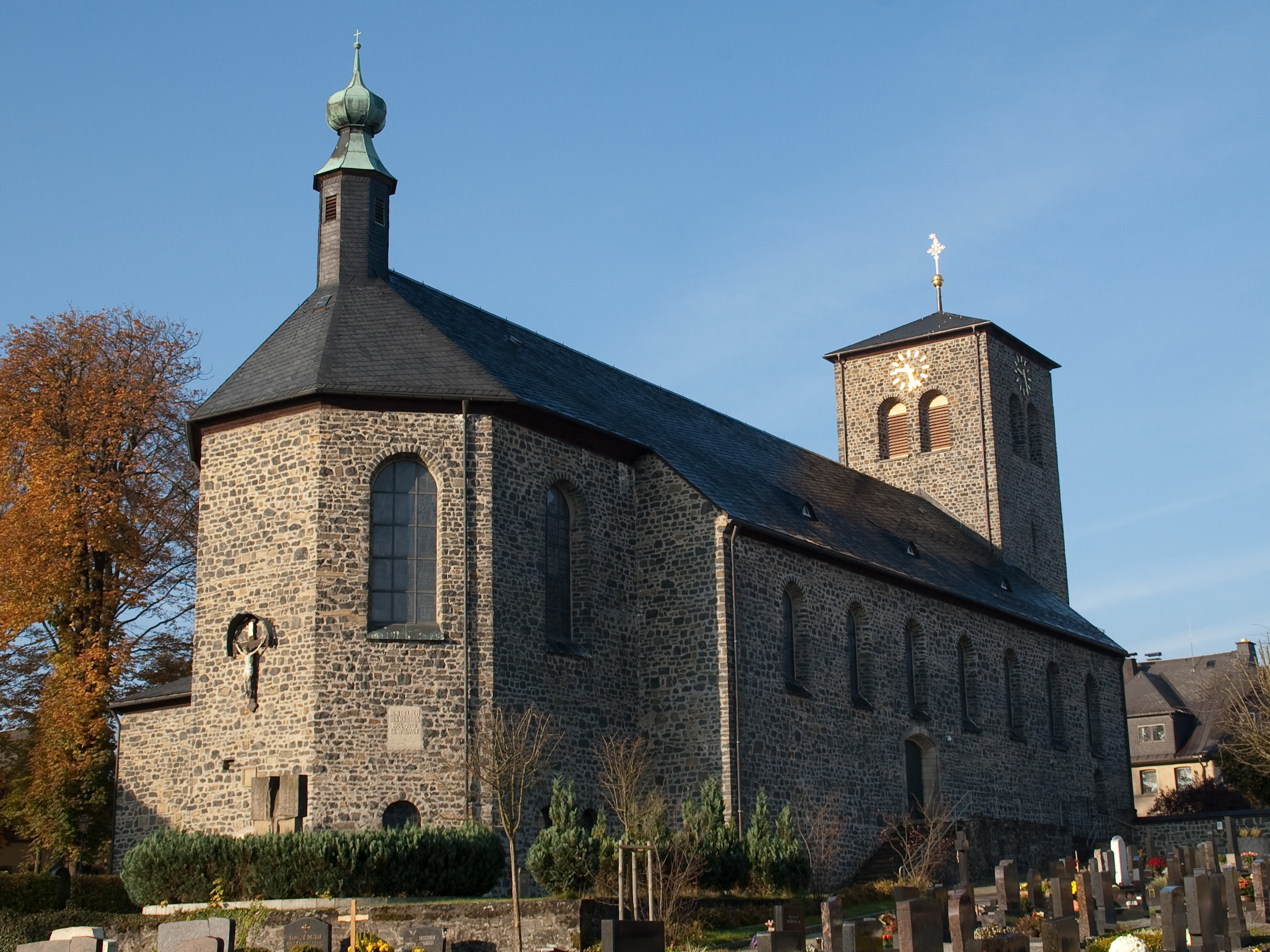
Stadtpfarrkirche Mariä Himmelfahrt

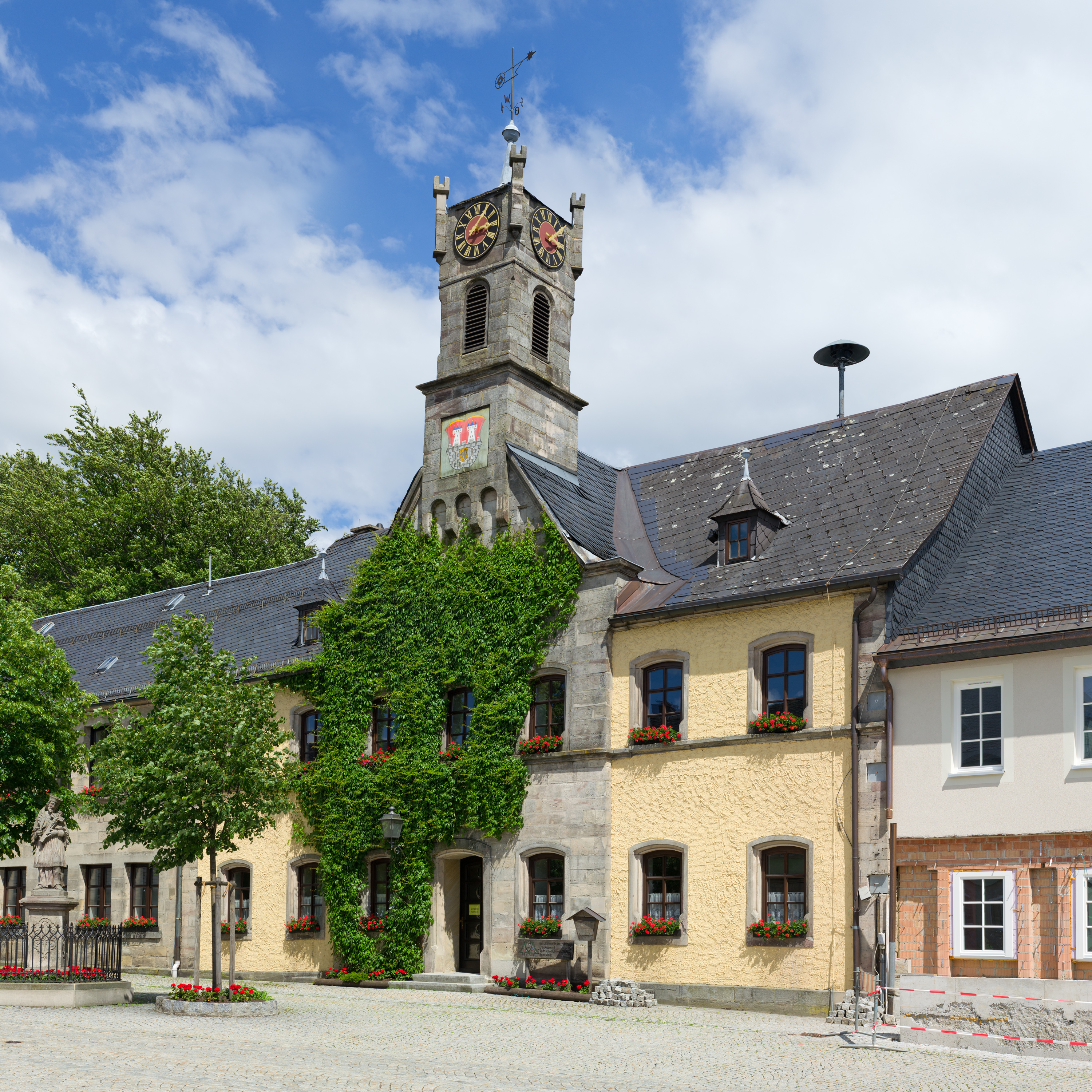
Rathaus

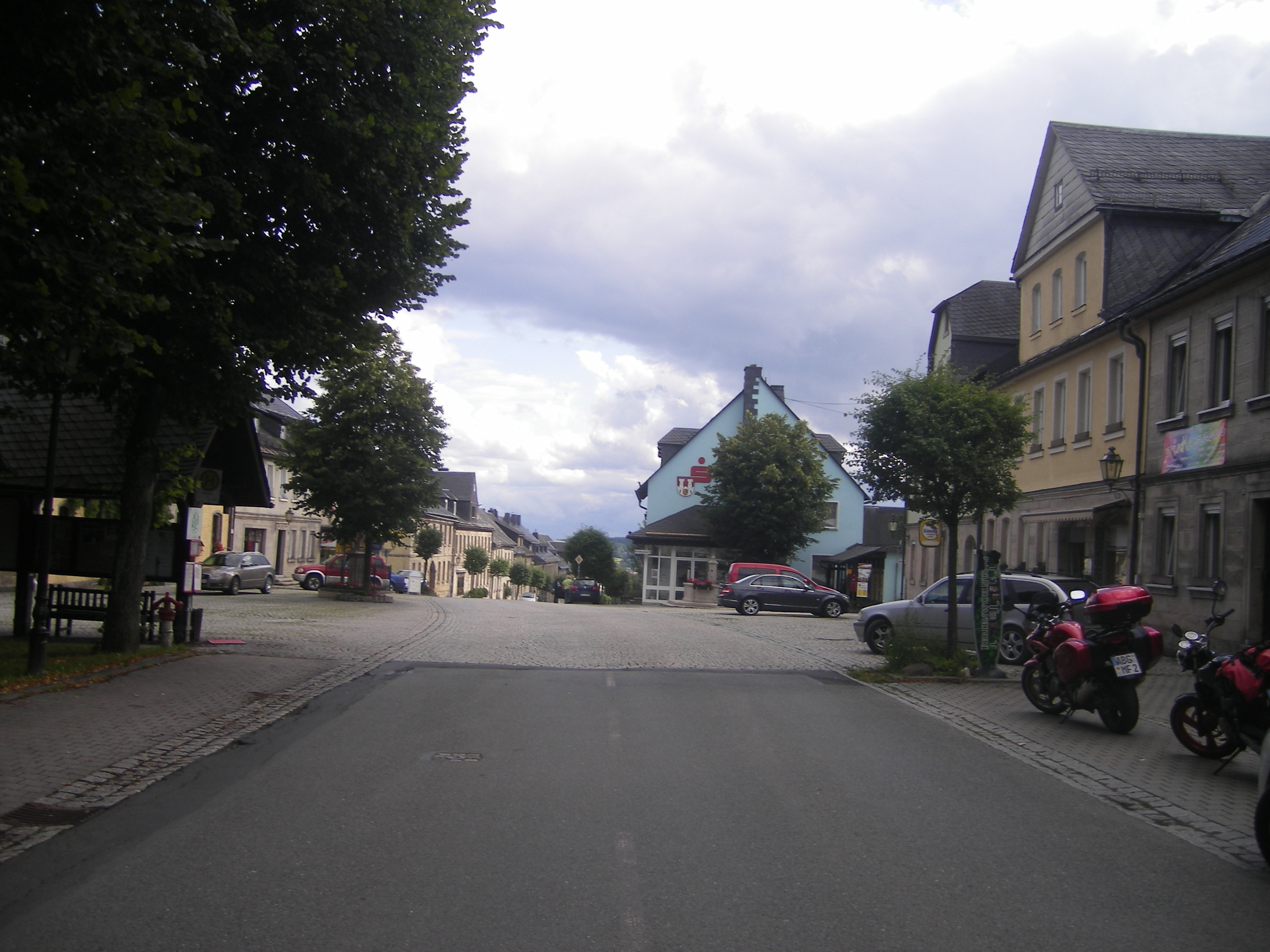
Hauptstraße mit Platz vor dem Rathaus

Teuschnitz ist eine Stadt im oberfränkischen Landkreis Kronach in Bayern. Sie ist Sitz der Verwaltungsgemeinschaft Teuschnitz.

## Geografie

### Geografische Lage
Die Stadt Teuschnitz liegt im Naturpark Frankenwald in der Nähe des Rennsteigs, etwa 22 Kilometer nördlich der Kreisstadt Kronach. Durch Teuschnitz verläuft der Fränkische Marienweg.

### Gemeindegliederung
Die Gemeinde Teuschnitz hat elf Gemeindeteile (in Klammern ist der Siedlungstyp angegeben):
- Bastelsmühle (Einöde)
- Finkenmühle (Einöde)
- Haßlach (Stadtteil)
- Kremnitzmühle (Einöde)
- Rappoltengrün (Stadtteil)
- Rauschenberg (Einöde)
- Rauschenhof (Einöde)
- Teuschnitz (Hauptort)
- Wickendorf (Stadtteil)
- Wiesenmühle (Einöde)
- Wolfenhof (Einöde)

### Nachbargemeinden
Beginnend im Norden grenzen im Uhrzeigersinn folgende Gemeinden an das Stadtgebiet von Teuschnitz: Lehesten, Reichenbach, Tschirn, Wilhelmsthal, Pressig, Steinbach am Wald und Ludwigsstadt.

## Geschichte

### Bis zum 19. Jahrhundert
Teuschnitz wurde im Jahr 1187 erstmals urkundlich erwähnt, als der Bamberger Bischof Otto II. die auf eine slawische Gründung zurückgehende Einöde „Tuschice“ dem Kloster Langheim übergab. Die Abtei sollte die Erschließung der damals noch von dichtem Wald bedeckten und weitgehend unbesiedelten Region im Norden des Bistums Bamberg vorantreiben. Nachdem Langheim in den folgenden beiden Jahrhunderten zu einem der wohlhabendsten Klöster im Nordgau aufgestiegen war, geriet die Abtei in den 1380er Jahren in wirtschaftliche Schwierigkeiten und musste einen Teil ihrer Besitzungen an das Bistum Bamberg verkaufen. Hierzu gehörte auch das inzwischen rund 25 Dörfer und Siedlungen umfassende Eigen Teuschnitz, das am 18. September 1388 wieder in den Besitz der Bamberger Bischöfe überging.
Der genaue Zeitpunkt, an dem Teuschnitz die Marktrechte verliehen wurden, ist nicht bekannt; er lässt sich allerdings anhand zweier Urkunden aus den Jahren 1250, als der Ort noch als „Dorf“ bezeichnet wurde, und 1329, als Teuschnitz bereits die Bezeichnung „Markt“ trug, grob eingrenzen. Auch das Jahr 1390 als Zeitpunkt der Stadterhebung ist nur indirekt belegt, da eine entsprechende Urkunde fehlt. Es existieren jedoch mehrere Urkunden verschiedener Bamberger Fürstbischöfe, in denen die Verleihung der Stadtrechte durch Fürstbischof Lamprecht von Brunn im Jahr 1390 bestätigt wird.
Im Bauernkrieg von 1525 beteiligten sich Bauern aus dem Amt Teuschnitz, nicht jedoch aus der Stadt, an den Aufständen. Nach deren Niederschlagung wurde das Amt Teuschnitz von Fürstbischof Weigand von Redwitz, der am 7. August 1529 in der Stadt weilte, zu einer Strafzahlung von 700 Gulden verurteilt. Während des Zweiten Markgrafenkrieges (1552–1554) wurde Teuschnitz mehrfach von Truppen des Albrecht II. Alcibiades, Markgraf von Brandenburg-Kulmbach, zur Zahlung höherer Geldsummen gezwungen, um dadurch die Plünderung der Stadt zu verhindern. Darüber hinaus wurden Bürger aus Stadt und Amt in Kulmbach als Unterpfand gefangen gehalten. Die Stadt, deren Bürger sich gegen Ende des 16. Jahrhunderts zu Zeiten der Reformation einen Namen durch ihren nahezu militanten Protestantismus gemacht hatten, wurde unter dem Bamberger Fürstbischof Neidhardt von Thüngen (regierte 1591–1598) und unter dessen Nachfolger Johann Philipp von Gebsattel (regierte 1599–1609) vollständig rekatholisiert. Im Dreißigjährigen Krieg (1618–1648) wurden das Amt und die Stadt Teuschnitz, die sich in unmittelbarer Grenzlage zum protestantischen Herzogtum Sachsen befanden, wiederholt von durchziehenden Truppen beider Seiten geplündert. Mehrfach wurden dabei große Teile der inzwischen wieder katholischen Stadt durch von den protestantischen Truppen gelegte Brände zerstört.
Gegen Ende des 18. Jahrhunderts bildete Teuschnitz mit Bastels-, Finken-, Kremnitz- und Wiesenmühle eine Realgemeinde bestehend aus 115 Anwesen (108 Bürgerhäuser, 3 Tropfhäuser, 4 Mahl- und Schneidmühlen). Das Hochgericht übte das bambergische Centamt Teuschnitz aus. Die Dorf- und Gemeindeherrschaft sowie die Grundherrschaft über alle Anwesen hatte das Kastenamt Teuschnitz inne. Neben den Anwesen gab es noch 1 Oberamtshaus, 1 Rathaus, 2 Torhäuser, 1 Pfarrkirche, 1 Pfarrhof, 1 Schulhaus, 1 Hirtenhaus, 1 Bräu- und Mulzhaus.
Infolge der Säkularisation kam Teuschnitz nach Bayern. Mit dem Gemeindeedikt wurde 1808 der Steuerdistrikt Teuschnitz gebildet, zu dem Bastelsmühle, Finkenmühle, Kremnitzmühle, Wickendorf und Wiesenmühle gehörten. 1808 entstand die Munizipalgemeinde Teuschnitz, die deckungsgleich mit dem Steuerdistrikt war. 1818 wurde Wickendorf eine Ruralgemeinde und Teuschnitz wurde zur Ruralgemeinde herabgestuft. Von 1819 bis 1827 und ab 1830 war sie ein Magistrat III. Klasse. Zwischen 1827 und 1830 wurde sie wiederum zur Ruralgemeinde herabgestuft. Teuschnitz war in Verwaltung und Gerichtsbarkeit dem Landgericht Teuschnitz zugeordnet und in der Finanzverwaltung dem Rentamt Rothenkirchen (1919 in Finanzamt Rothenkirchen umbenannt). 1837 wurde Teuschnitz dem Landgericht Ludwigsstadt überwiesen. Von 1862 bis 1880 und von 1888 bis 1931 gehörte Teuschnitz zum Bezirksamt Teuschnitz verwaltet, von 1880 bis 1888 und ab 1931 zum Bezirksamt Kronach (1939 in Landkreis Kronach umbenannt). Die Gerichtsbarkeit blieb beim Landgericht Ludwigsstadt (1879 in Amtsgericht Ludwigsstadt umbenannt, das 1956 zu einer Zweigstelle des Amtsgerichts Kronach wurde). Die Finanzverwaltung übernahm 1929 das Finanzamt Kronach. Die Gemeinde hatte ursprünglich eine Fläche von 16,300 km².

### Brandkatastrophen
Mehrmals wurden Teile der Stadt Teuschnitz bei Großbränden zerstört. Am Nachmittag des 13. August 1616 soll der Ort in der Zeit zwischen 15 und 16 Uhr als Folge einer Brandstiftung praktisch vollständig zerstört worden sein. Lediglich das damalige Kirchengebäude und das Schulhaus blieben von den Flammen verschont. Der Bamberger Fürstbischof Johann Gottfried I. von Aschhausen besuchte die Stadt wenige Tage später, ließ für die Teuschnitzer Lebensmittel und Kleidung herbeischaffen und erlaubte ihnen, das zum Wiederaufbau der Stadt benötigte Holz in den fürstbischöflichen Wäldern zu schlagen.
Bereits wenige Jahre später wurde Teuschnitz während des Dreißigjährigen Krieges am 7. Juni 1632 von protestantischen Truppen überfallen, geplündert und in großen Teilen niedergebrannt. Unter anderem wurden dabei das Amtshaus, die Kirche, sowie das Pfarr- und das Rathaus zerstört.
Der dritte Großbrand ereignete sich in der Nacht auf den 4. Juni 1844. Mit Ausnahme der Kirche, des Schulhauses und des heute nicht mehr existierenden Schlosses wurden sämtliche Gebäude der Stadt zerstört. Die nächste Brandkatastrophe folgte am Vormittag des 14. Mai 1911, als durch einen Brand, der durch heftigen Wind angefacht wurde, bis zum Abend 33 Wohnhäuser, 11 Scheunen und 20 Nebengebäude niederbrannten.
Eine der größten Brandkatastrophen ereignete sich im Jahr 1929, als kurz nach Mitternacht am Morgen des 2. September in der Hauptstraße ein Feuer ausbrach. Der Brand entstand an der Westseite der Straße, gegenüber dem damaligen Bezirksamtsgebäude (Hauptstraße 30), und breitete sich rasch in Richtung Norden aus. Das Feuer konnte schließlich durch die Feuerwehren der Stadt Teuschnitz und der umliegenden Gemeinden, die später von der Feuerwehr der Stadt Kronach unterstützt wurden, gelöscht werden. Dennoch wurden bei dem Brand 59 Wohnhäuser, 37 Scheunen und 19 Nebengebäude zerstört.
Bei einem weiteren Großbrand am 26. März 1933 wurde der südöstliche Teil der Stadt zerstört. Die bislang letzte Brandkatastrophe ereignete sich im Juni 1968, als zwei Garagen und sechs Scheunen niederbrannten.

### Verwaltungsgemeinschaft
Zusammen mit den Gemeinden Reichenbach und Tschirn bildet Teuschnitz seit dem 1. Mai 1978 die Verwaltungsgemeinschaft Teuschnitz.

### Eingemeindungen
Im Zuge der Gebietsreform in Bayern wurde am 1. Januar 1975 die Gemeinde Rappoltengrün eingemeindet. Die Gemeinden Haßlach und Wickendorf folgten am 1. Januar 1978.

### Einwohnerentwicklung
Im Zeitraum 1988 bis 2018 sank die Einwohnerzahl von 2470 auf 2000 um 470 bzw. um 19 %. Am 31. Dezember 1990 hatte Teuschnitz 2607 Einwohner.
Gemeinde Teuschnitz
| Jahr      | 1840   | 1852   | 1855   | 1861   | 1867   | 1871   | 1875   | 1880   | 1885   | 1890   | 1895   | 1900   | 1905   | 1910   | 1919   | 1925   | 1933   | 1939   | 1946   | 1950   | 1952   | 1961  | 1970   | 1987   | 2008   | 2010   | 2015   | 2017   |
| Einwohner | 863    | 866    | 839    | 891    | 1003   | 1022   | 980    | 991    | 1008   | 1061   | 1045   | 1059   | 1107   | 1082   | 1115   | 1289   | 1383   | 1439   | 1635   | 1658   | 1654   | 1528  | 1525   | 2485   | 2119   | 2051   | 2020   | 1978   |
| Häuser    |        |        |        |        |        | 152    |        |        | 174    | 176    |        | 189    |        |        |        | 210    |        |        |        | 251    |        | 291   |        | 698    |        |        | 699    | 699    |
| Quelle    | [ 14 ] | [ 14 ] | [ 14 ] | [ 15 ] | [ 16 ] | [ 17 ] | [ 18 ] | [ 19 ] | [ 20 ] | [ 21 ] | [ 14 ] | [ 22 ] | [ 14 ] | [ 23 ] | [ 14 ] | [ 24 ] | [ 25 ] | [ 25 ] | [ 25 ] | [ 26 ] | [ 25 ] | [ 8 ] | [ 27 ] | [ 28 ] | [ 29 ] | [ 29 ] | [ 29 ] | [ 29 ] |

Ort Teuschnitz
| Jahr      | 001818 | 001861 | 001871 | 001885 | 001900 | 001925 | 001950 | 001961 | 001970 | 001987 |
| Einwohner | 765 *  | 891    | 990    | 969    | 1027   | 1266   | 1636   | 1515   | 1512   | 1327   |
| Häuser    | 124 *  |        |        | 170    | 184    | 205    | 247    | 288    |        | 389    |
| Quelle    | [ 7 ]  | [ 15 ] | [ 17 ] | [ 20 ] | [ 22 ] | [ 24 ] | [ 26 ] | [ 8 ]  | [ 27 ] | [ 28 ] |

## Politik
Die Kommunalwahlen 2002, 2008, 2014 und 2020 führten zu den folgenden Ergebnissen:

### Bürgermeister
|            | 2002                       | 2008                      | 2014                      | 2020                                                                |
| gewählt    | Gabriele Weber (CSU)       | Gabriele Weber (CSU)      | Gabriele Weber (CSU)      | Frank Jakob (parteilos für FW)                                      |
| Kandidaten | Weber (CSU), Förtsch (SPD) | Weber (CSU), Körner (SPD) | Weber (CSU), Körner (SPD) | Neubauer (CSU), Jakob (parteilos für FW), Bayer (SPD), Daum („MiM“) |

### Stadtrat
| Partei / Liste                | 2002  | 2008  | 2014  | 2020          | 2020  |
| Partei / Liste                | Sitze | Sitze | Sitze | Stimmenanteil | Sitze |
| CSU                           | 07    | -     | -     | –             | –     |
| SPD/Frauenliste               | 05    | -     | -     | –             | –     |
| Freie Wählergemeinschaft      | 02    | -     | -     | –             | –     |
| CSU/Freie Wählergemeinschaft  | -     | 09    | 08    | 37,5 %        | 5     |
| SPD                           | -     | 04    | 03    | 12,9 %        | 2     |
| Freie Wähler                  | -     | -     | 01    | 35,4 %        | 5     |
| Frauenliste                   | -     | 01    | 02    | 8,8 %         | 1     |
| ÜWG „Menschen im Mittelpunkt“ | -     | -     | -     | 5,4 %         | 1     |
| Gesamt                        | 14    | 14    | 14    | 100 %         | 14    |

### Wappen und Flagge
Teuschnitz führt seit dem 16. Jahrhundert ein Wappen.
Wappen
| Wappen der Stadt Teuschnitz | Blasonierung: „In Rot eine silberne Zinnenmauer mit zwei Rundbogenfenstern, dazwischen ein goldenes Schildchen, darin ein mit einer silbernen Schrägleiste überdeckter, rot bewehrter schwarzer Löwe; über der Mauer zwei silberne Türme mit blauen Zeltdächern und je zwei seitlichen Erkern im Obergeschoss mit blauen Spitzdächern.“                                                           |
| Wappen der Stadt Teuschnitz | Wappenbegründung: Aus dem Jahr 1530 ist eine farbige Abbildung des Wappens überliefert, von 1596 der erste Siegelabdruck. Bis zur Säkularisation 1803 hat sich das Wappen nicht geändert. Das bambergische Hochstiftswappen weist auf die lange Herrschaft des Bistums Bamberg hin. Im 19. Jahrhundert tauchten verschiedene Wappenbilder auf. Die Wiederannahme des alten Wappens erfolgte 1895. |

Flagge
Die Gemeindeflagge ist weiß-rot.

## Baudenkmäler
- Ensemble Hauptstraße
- St. Maria Königin der Märtyrer und hl. 14 Nothelfer (Haßlach b. Teuschnitz)
- Mariä Himmelfahrt (Teuschnitz)

## Vereine

### Natur
- Arnikaverein Teuschnitz
- Frankenwaldverein Teuschnitz
- Gartenbauverein Teuschnitz

### Musik
- Stadtkapelle Teuschnitz e. V.
- Wickendorfer Musikanten e. V.

### Rettungsorganisationen
- BRK-Bereitschaft Teuschnitz
- Freiwillige Feuerwehr Teuschnitz
- Freiwillige Feuerwehr Wickendorf

### Sport
- DLRG Teuschnitz (Schwimmen)
- ASC Teuschnitz (Triathlon)
- TSV Teuschnitz (Fußball, Tischtennis)
- SV Wickendorf (Fußball)

### Kultur
- Bibliothek im Alten Torhaus
- Büttgesellschaft Teuschnitz

## Verkehr
Die Staatsstraße 2198 führt nach Förtschendorf zur Bundesstraße 85 (2,4 km südwestlich) bzw. über Rappoltengrün nach Tschirn (4,8 km östlich). Die Kreisstraße KC 8 führt nach Haßlach (3,7 km nördlich). Eine Gemeindeverbindungsstraße führt an der Wiesenmühle vorbei nach Wickendorf (1,4 km südlich).

## Persönlichkeiten

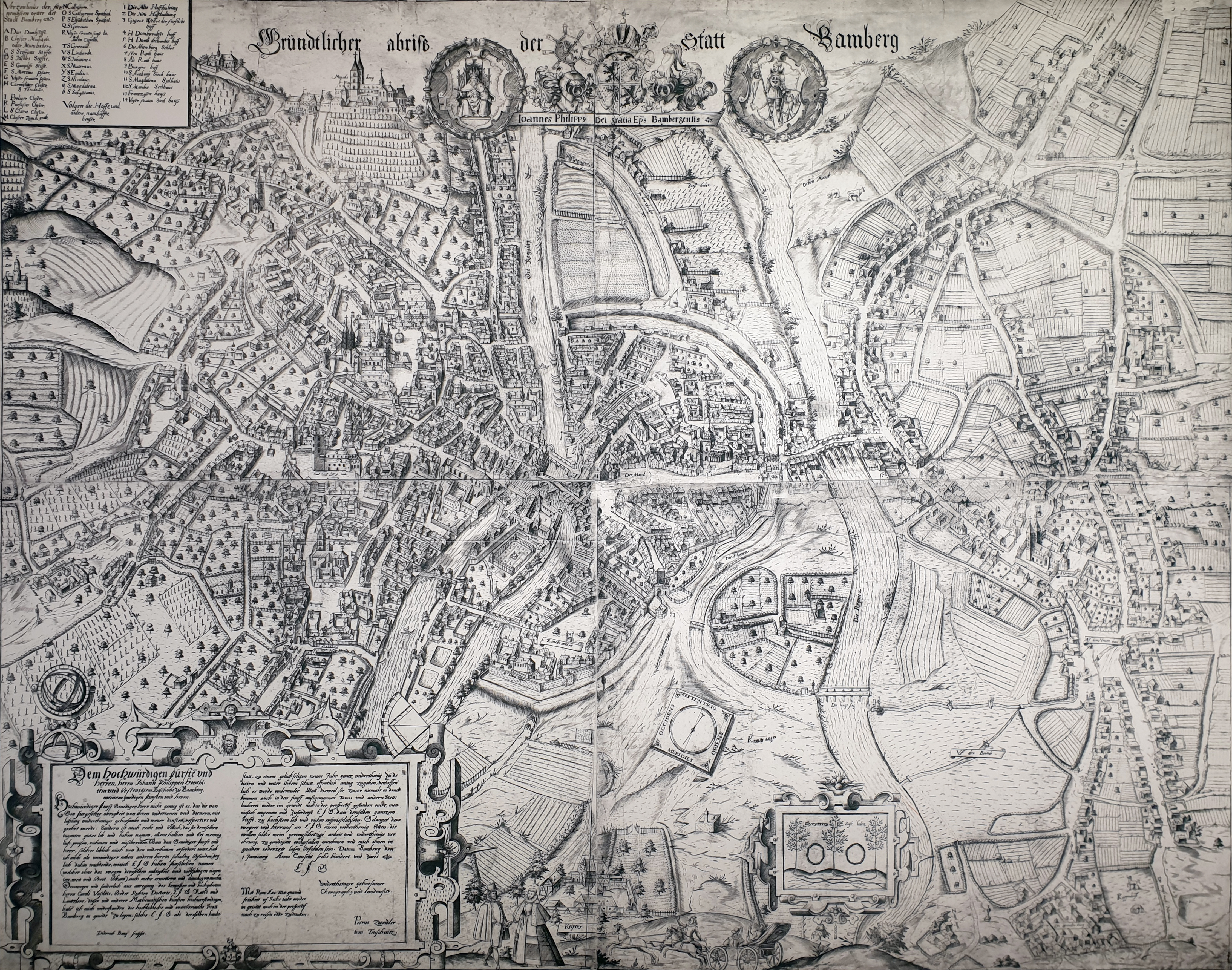
Bamberger Zweidlerplan von 1602

### Ehrenbürger
- Bürgermeister Josef Förtsch (3. Dezember 1979)
- Bürgermeister Johann Martin (3. Dezember 1979)
- Unternehmer Eux Stocke (25. Juni 1985)
- Erzbischof Karl Braun (10. Januar 2001)
- Bürgermeister Josef Rebhan (30. September 2002)

### Söhne und Töchter der Stadt
- Klaus Trebes (1947–2011), Koch und gastronomischer Publizist
- Petrus Zweidler (um 1570–1613), Kartograph und Landmesser[37]